# Inés Berutti
Inés Berutti fue una cantante de ópera y actriz de teatro argentina de hasta mediados del Siglo XX.

## Carrera
Nacida en Argentina y descendiente de italianos, Inés Berutti se inició en la escena como canzonetista. Dotada de una magnífica voz de soprano y de una gran simpatía personal, pronto pasó al género teatral que ofrecía más posibilidades a su talento como soubrette.
En el cine tuvo su intervención en la película de 1917, El Conde Orsini, con Angelina Pagano, Pedro Gilardini y Lina Estévez.
Fundó a mediados del '20 su Compañías de Operetas con las que presentó diversas obras musicales, la más conocida La princesa de las czardas, que resultó todo un suceso en el Teatro Santiago. En 1916 se presentó en el Teatro Esmeralda (hoy Teatro Maipo) donde reemplaza a La Zazá. Luego actuó junto a la española Lola Membrives en el Teatro Ópera y después como "Tonadillera Argentina" con la Membrives, Teresita Zazá y el español Rogelio Juárez en el Teatro Comedia. También actuó con la dupla Carlos Gardel - José Razzano en el Teatro San Martín, con quienes compartió cartel también en 1917. Integró el elenco de la Compañía de Comedias y Vaudevilles Telémacon Contestábile. Hizo varias y exitosas presentaciones en el Teatro Colón. En 1931 tuvo como primer actor de su compañía al galán del momento Joaquín Pibernat. Entre 1936 y 1940 tuvo en su elenco a la famosa pianista Sonia Walowsky. Gran estrella en el Teatro Empire forma binomio con Antonia Mercé más conocida como "La Argentinita". 
A lo largo de su carrera tuvo rivalidades con otra famosa tonadillera, la conocida con el nombre artístico de La Goya, debido a sus innumerables éxitos en el exterior. Entre sus eternas amistades está la actriz y cantante Rosita Moreno.
Compuso el tema Guajiras en 1918. Grabó un disco junto a la Zazá y a Consuelo Mayendía bajo el sello RCA.
En 1920 visitó Chile junto con María Santa Cruz, ambas presentadas por la Revista Zig-Zag como tonadilleras elegantes, "cosa rara en las tonadilleras al uso", en un intento por legitimar a la cupletista frente a los lectores de la revista. Fue una verdadera estrella del Moulin Rouge en París.
Hizo funciones no solo en el interior del país como Salta, Santa Fe, Córdoba y Santiago del Estero, sino también en Lima (Perú), Quito (Ecuador), Santiago de Chile y Barcelona (España)
Pasó sus últimos años en Chile, a donde viajó por primera vez en 1920 con la compañía del prestigioso maestro Palacios, donde residió hasta su muerte.

## Operetas y temas musicales
- Una moche en el Paraíso.
- El ruiseñor español.
- La princesa de las czardas.
- Nancy
- Miss America
- Madama Flirt
- L'Orlov
- La viuda interina
- Mirame, por Dios, mi china
- La Cojíta del Lugar
- La Mantilla, jácara castellana
- Agapito
- La danza de las libélulas, de Franz Lehar.
- Bésame
- Maldito Tango
- Fi último vals.